# 12229 Paulsson
12229 Paulsson è un asteroide della fascia principale. Scoperto nel 1985, presenta un'orbita caratterizzata da un semiasse maggiore pari a 2,2514843 UA e da un'eccentricità di 0,1553491, inclinata di 4,60441° rispetto all'eclittica.